# Avio
Avio es un municipio italiano de 4.070 habitantes en la provincia de Trento (región de Trentino-Alto Adigio).

## Variaciones
La circunscripción territorial ha sufrido las siguientes modificaciones: en 1928 agregación del territorio del municipio suprimido de Borghetto.

## Historia
Población del Imperio austrohúngaro, el 27 de mayo de 1915 fue tomada por las tropas italianas junto con Ala.

## Enlaces externos

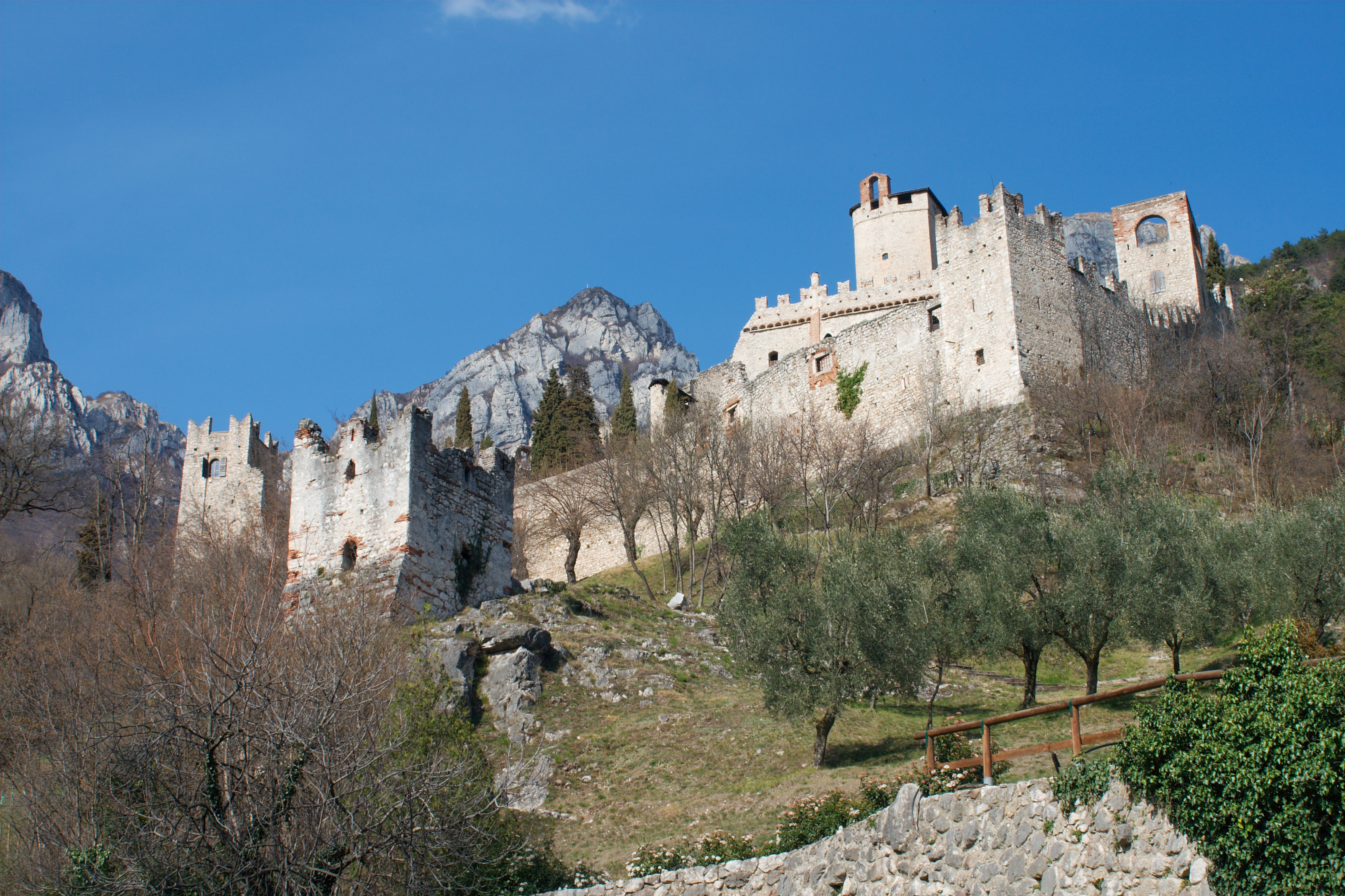
El Castello di Avio, en la fracción geográfica de Sabbionara, del siglo XI con ampliaciones posteriores.

## Evolución demográfica
| Gráfica de evolución demográfica de Avio entre 1861 y 2001 |
|                                                            |
| Fuente ISTAT - elaboración gráfica de Wikipedia            |